# Tour of Antalya
Il Tour of Antalya è una corsa a tappe di ciclismo su strada che si disputa nella città di Adalia, nel sud della Turchia, a febbraio. Nato nel 2018, fa parte del calendario dell'UCI Europe Tour classe 2.2.

## Albo d'oro
| Anno | Vincitore                                                   | Secondo                                                     | Terzo                                                       |
| ---- | ----------------------------------------------------------- | ----------------------------------------------------------- | ----------------------------------------------------------- |
| 2018 | Artëm Ovečkin                                               | Cristian Raileanu                                           | Awet Habtom                                                 |
| 2019 | Szymon Rekita                                               | Giovanni Lonardi                                            | Attila Valter                                               |
| 2020 | Max Stedman                                                 | Kenneth Van Rooy                                            | Alessandro Fancellu                                         |
| 2021 | annullato per la pandemia di COVID-19                       | annullato per la pandemia di COVID-19                       | annullato per la pandemia di COVID-19                       |
| 2022 | Jacob Hindsgaul                                             | Alessandro Fedeli                                           | Luc Wirtgen                                                 |
| 2023 | annullato a causa del terremoto in Turchia e Siria del 2023 | annullato a causa del terremoto in Turchia e Siria del 2023 | annullato a causa del terremoto in Turchia e Siria del 2023 |
| 2024 | Davide Piganzoli                                            | Alessandro Pinarello                                        | Edoardo Zambanini                                           |

### Vittorie per nazione
| Pos | Nazione       | Vittorie |
| --- | ------------- | -------- |
| 1   | Russia        | 1        |
| 1   | Polonia       | 1        |
| 1   | Gran Bretagna | 1        |
| 1   | Danimarca     | 1        |
| 1   | Italia        | 1        |